# 1692 w polityce

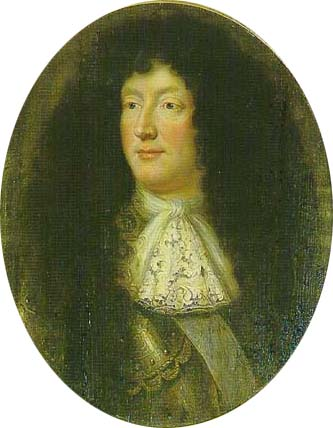
Chrystian Ludwik I

Wydarzenia polityczne w 1692 roku.

## Zmarli
- 21 czerwca Chrystian Ludwik I, książę Meklemburgii-Schwerin[1][2][3].